# متیو گارسیا
متیو گارسیا (انگلیسی: Mateo García؛ زادهٔ ۱۰ سپتامبر ۱۹۹۶) بازیکن فوتبال اهل آرژانتین است که در پست وینگر برای باشگاه آریس در سوپر لیگ فوتبال یونان بازی می‌کند.